# Mandaluyong
Mandaluyong (offiziell englisch City of Mandaluyong, Tagalog Lungsod ng Mandaluyong, Beiname: Tiger City) ist eine philippinische Großstadt in Metro Manila. Die Stadt liegt auf der Hauptinsel Luzón in der Nähe der Hauptstadt Manila. Mandaluyong hatte 386.276 Einwohner am 1. August 2015.
Bekannt ist Mandaluyong vor allem für sein Frauengefängnis und das National Center for Mental Health.
Insgesamt hat Mandaluyong in großen Teilen einen eher kleinstädtischen Charakter – trotz der enormen Besiedlungsdichte von mehr als 34.300 Menschen pro Quadratkilometer.
Überregional bedeutsam ist das SM Megamall von Mandaluyong, eines der größten Einkaufszentren Asiens.
Die José Rizal University und die Arellano University sind bedeutende Bildungseinrichtung in der Großstadt.

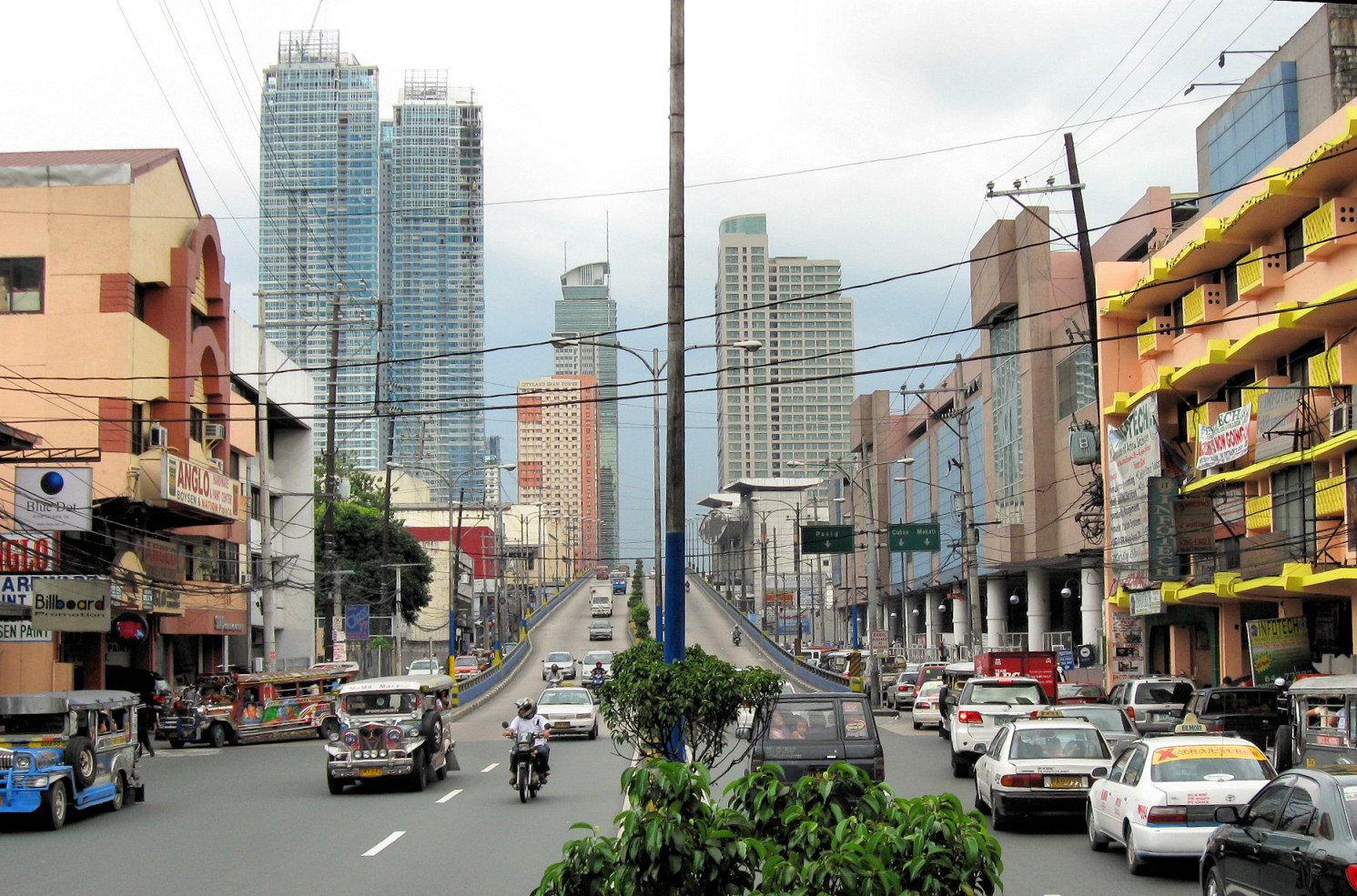
Shaw Boulevard (Ost)
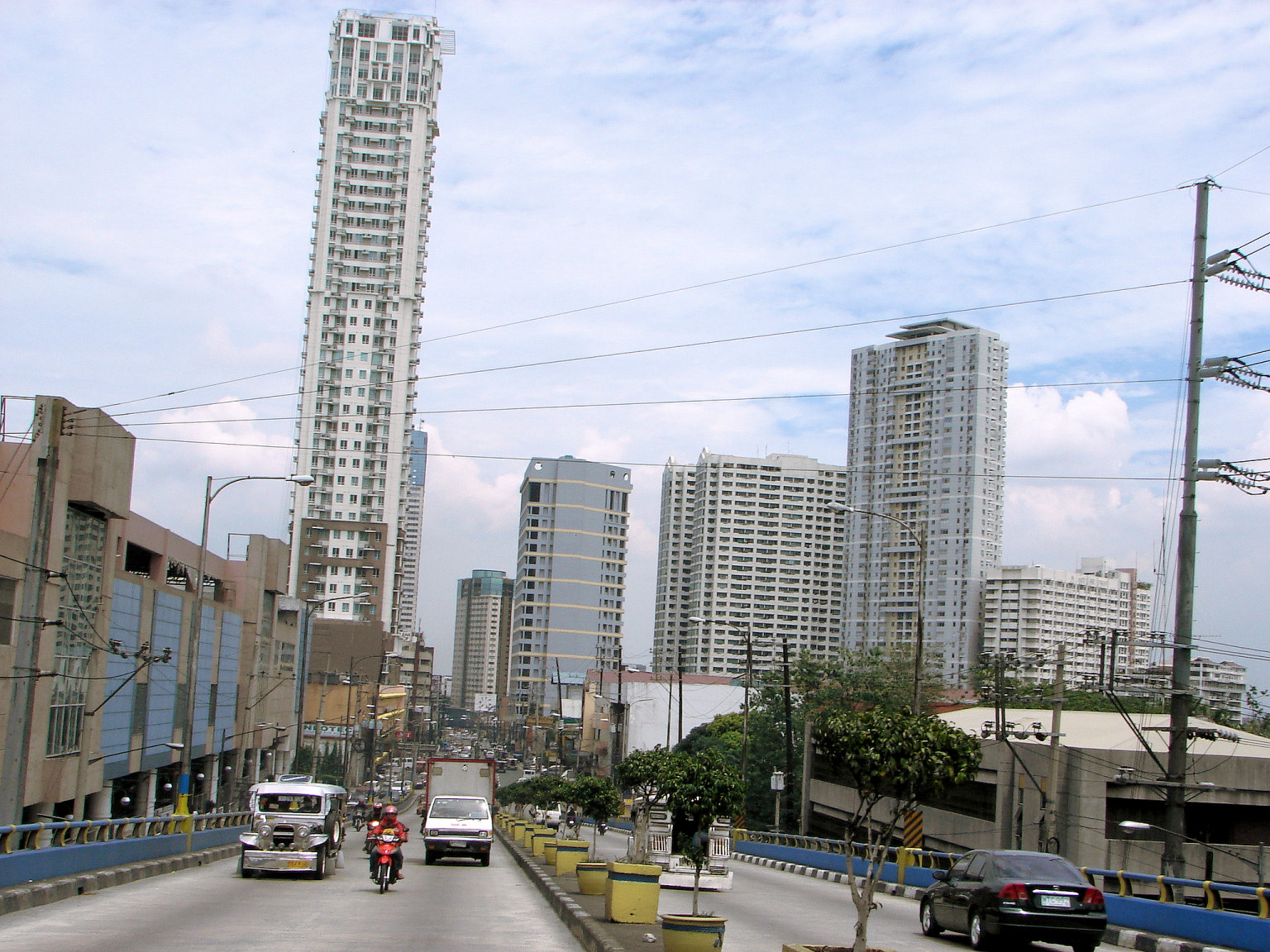
Shaw Boulevard (West)

## Persönlichkeiten
- Imee Marcos (* 1955), Politikerin
- Anicka Castañeda (* 1999), Fußballspielerin
- Agnes Khang (* 2001), Schauspielerin